# Consuming Impulse
Consuming Impulse es el segundo álbum de la banda holandesa de death metal, Pestilence. El álbum salió en 1989 y fue publicado por Roadrunner Records. La portada del disco muestra una cara siendo devorada por las hormigas: la portada original mostraba unas personas comiéndose entre sí, pero en el último momento Roadrunner Records la cambió y la portada original fue utilizada para el álbum en vivo Chronicles of the Scourge. El sonido de este álbum es crudo. El álbum fue reeditado en 2003 junto con Testimony of the Ancients de Roadrunner Records de "Two from the Vault series" (Consuming Impulse/Testimony of the Ancients).

## Listado de canciones
1. Dehydrated
2. The Process Of Suffocation
3. Suspended Animation
4. The Trauma
5. Chronic Infection
6. Out Of The Body
7. Echoes Of Death
8. Deify Thy Master
9. Proliferous Souls
10. Reduce To Ashes

## Miembros
1. Patrick Mameli: guitarra, bajo
2. Patrick Uterwijk: guitarra
3. Martin Van Drunen: voces
4. Marco Foddis: batería